# Eben-Ezer-Kirche
Eben-Ezer-Kirche, auch Ebenezerkirche, Eben-Eser oder Ebeneser geschrieben, nennt man Kirchen und Kapellen, die den Namen des biblischen Ortes Eben-Ezer tragen.
Der Name hebräisch אבן העזר Even Ha'Ezer (1 Sam 4,1 )/(1 Sam 7,12 ) bedeutet etwa „Stein der Hilfe“ (zu ergänzen: Gottes). Er ist  bei den Gemeinden des Protestantismus zu finden.
Abkürzung:
- ev. … Evangelische Kirche (A.B./H.B.)
- meth. … Evangelisch-methodistische Kirche

Fremdsprachig: finnisch Ebeneser-kirkko, schwedisch Ebeneserkyrkan/-kapellet

## Liste der Eben-Ezer-Kirchen

### Deutschland

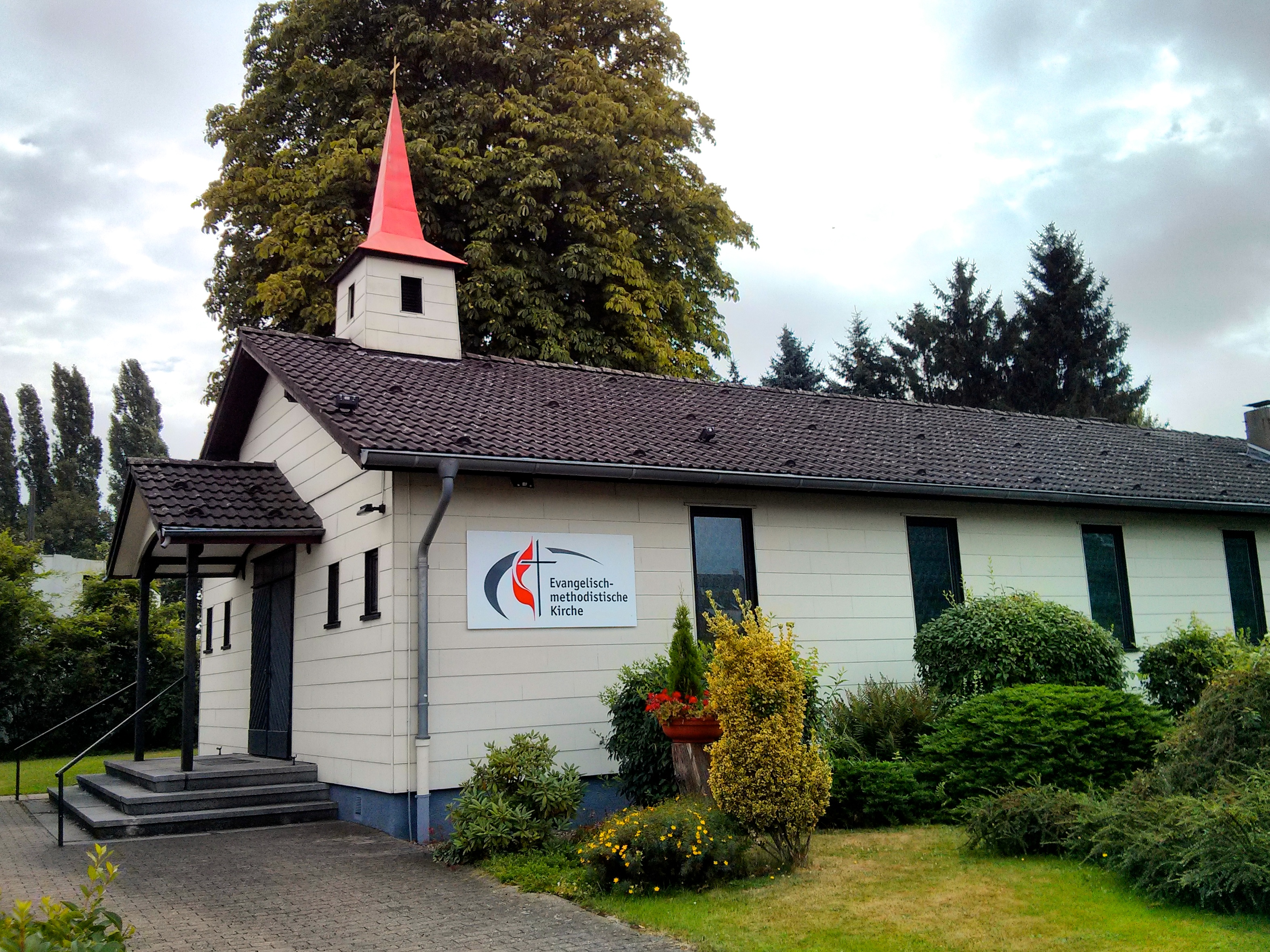
Eben-Ezer-Kirche Mülheim an der Ruhr

- Eben-Ezer-Kapelle (Berlin-Lichterfelde)
- Eben-Ezer-Kapelle in Berlin-Charlottenburg (Architekt: Carl Moritz)
- Evangelisch-Lutherische Eben-Ezer-Kirche Blomberg (Kirchenbezirk Niedersachsen-Süd)
- Ebenezer-Kapelle in Bremerhaven (evangelische Freikirche im Bund Freikirchlicher Pfingstgemeinden)
- Eben-Ezer-Kapelle in Erfurt (Evangelisch-Freikirchliche Gemeinde / Baptisten)
- Eben-Ezer Kapelle in Gerstetten
- Eben-Ezer-Kirche (Hamburg-Hoheluft-Ost) (meth.)
- Methodistenkapelle (Neckargartach) in Heilbronn (meth.)
- Eben-Ezer Kapelle in Lemgo (ev., Lippische Landeskirche) (siehe auch Stiftung Eben-Ezer)
- Eben-Ezer-Kirche in Mandel (meth.)
- Eben-Ezer-Kapelle in Mittelstadt (meth.)
- Eben-Ezer-Kirche Mülheim an der Ruhr (meth.)
- Eben-Ezer-Kirche in Nürnberg (meth.)[1]
- Kirche Eben-Ezer in Unteröwisheim (meth.)
- Eben-Ezer-Kapelle in Weilheim an der Teck (meth.)
- Eben-Ezer-Kapelle (Wuppertal), heute: Köbners Kirche  (Evangelisch-Freikirchliche Gemeinde / Baptisten)
- Eben-Ezer-Kirche Zschorlau

### Finnland
- Ebeneserkyrkan/Ebeneser-kirkkoJakobstad[2]

### Niederlande
- Eben Haëzerkerk (Nieuw- en Sint Joosland)
- Molukse Kerk Ebenhaezer Appingedam[3]

### Schweden
- Ebenserkyrkan Stockholm (auch Eberneserkapellet)[4]
- Ebeneserkyrkan Söråker, Gemeinde Timrå[5]
- Ebeneserkapellet Frinnaryd (auch Docklidskyrkan), Gemeinde Tranås

### USA
- Ebenezer Baptist Church (Atlanta)

## Kirchengemeinden und Freie Gemeinden
- Evangelische Gemeinde Eben-Ezer St. Georgen im Schwarzwald
- Eben-Ezer-Gemeinde Reutlingen (Freie Gemeinde)
- Landeskirchliche Gemeinschaft Eben-Ezer Berlin-Lichterfelde und Zehlendorf